# Tremont, Maine
Tremont är en ort i Hancock County i delstaten Maine, USA.